# Nukuhau
Nukuhau  est une banlieue de Taupo dans la région Waikato de l’Île du Nord de la Nouvelle-Zélande.

## Démographie
Nukuhau comprend les zones statistiques de Brentwood (District de Taupo) et une partie de la zone de «Nukuhau-Rangatira Park ». 
Cette zone a une population de 4 335 habitants lors du recensement de 2018 de la Nouvelle-Zélande, en augmentation de 627 résidents (soit 16,9 %) depuis le recensement de 2013 en Nouvelle-Zélande, et une augmentation de 879 personnes (soit 25,4 %) depuis le recensement de 2006 en Nouvelle-Zélande. 
Il y avait  1 731 logements. 
On notait la présence de 2 112 hommes et 2 217 femmes donnant un sexe-ratio de 0,95 homme pour une femme, avec 801 personnes (18,5 %) âgées de 15 ans, 579 personnes (13,4 %) âgées de 15 à 29 ans, 1 860 personnes (42,9 %) âgées de 30 à 64 ans, et  1 098 personnes (25,3 %) âgées de 65 ans ou plus.
L’ethnicité était pour 82,7 % européens/Pākehā, 19,0 % Māori, 1,9 % personnes du Pacifique, 7,2 % d’origine asiatique et 2,1 % d’autres ethnicités (le total peut faire plus de 100 % dans la mesure où les personnes peuvent s’identifier de multiples ethnicités).
La proportion de personnes nées outre-mer était de 20,9 %, comparée avec les 27,1 % au niveau national.
Bien que certaines personnes objectent à donner leur religion, 47,5 % n’avaient aucune religion, 38,8 % étaient chrétiens, 1,1 % étaient hindouistes, 0,3 % étaient musulmans, 0,5 % étaient bouddhistes et 4,2 % avaient une autre religion.
Parmi ceux d’au moins 15 ans d’âge, 576 personnes (16,3 %) avaient un niveau de licence ou un degré supérieur, et 726 personnes (20,5 %) n’avaient aucune qualification formelle. 
Le statut d’emploi de ceux d’au moins 15 ans était pour 1 605 personnes (45,4 %) un emploi à temps plein, pour 570 personnes (soit 16,1 %) était un emploi à temps partiel et 75 personnes (2,1 %) étaient sans emploi
| Nom                           | Population | âge médian | revenus médians |
| ----------------------------- | ---------- | ---------- | --------------- |
| Brentwood (District de Taupo) | 1893       | 48,2 ans   | 31,600 $        |
| Nukuhau-Rangatira Park        | 2442       | 44,6 ans   | 31,700 $        |
| Nouvelle- Zélande             |            | 37,4 ans   | 31,800 $        |

## Marae
La banlieue a deux marae.
Le Nukuhau Marae  et la maison de rencontre Rauhoto sont les lieux de rassemblement des Ngāti Tūwharetoa (en) de l’hapū des Ngāti Rauhoto (en) et des Ngāti Te Urunga (en),.
En octobre 2020, le Gouvernement a accordé 1 338 668 $ à partir du  fonds de croissance provincial (en) pour mettre à niveau le marae et 4 autres maraes des Ngāti Tūwharetoa (en), créant ainsi 19 emplois.
Le Te Rangiita Marae et la maison de rencontre pour les Ngāti Tūwharetoa (en) de l’hapū des Ngāti Ruingarangi (en),.

## Éducation
- L’école « St Patrick's Catholic School » est une école primaire catholique, intégrée au secteur public[6],[7] avec un effectif de 276 élèves en  mars 2022[8]. L’école a ouvert en 1997[9].